# Městská elektrická dráha Královských Vinohrad

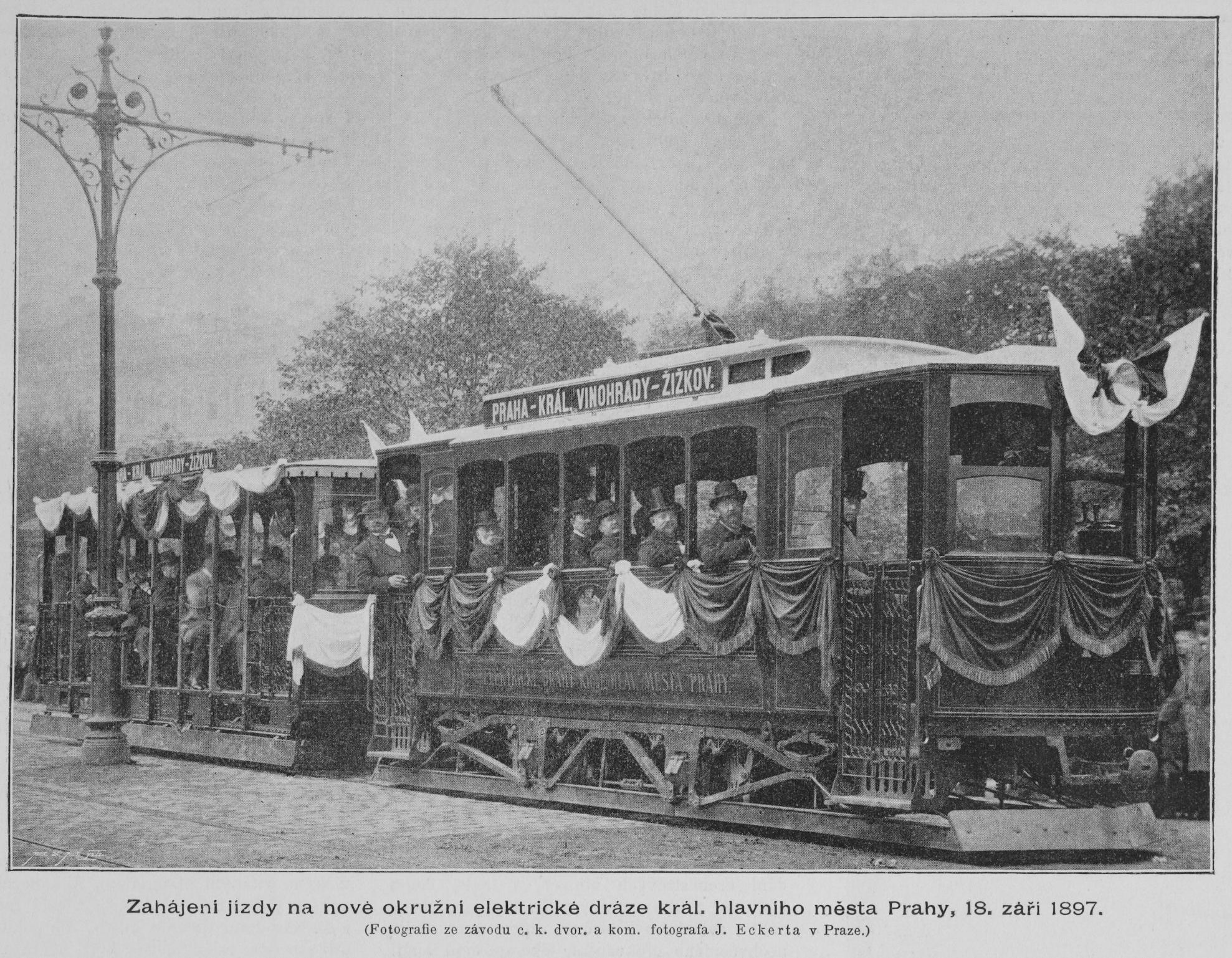
Slavnostní zahájení provozu na okružní dráze

Městská elektrická dráha Královských Vinohrad byl jeden z několika podniků, které na konci 90. let 19. století provozovaly v tehdejší pražské aglomeraci tramvajovou dopravu. Společnost, kterou vlastnilo město Královské Vinohrady, provozovala v roce 1897 tramvaj v úseku Flora – nám. Míru – Státní opera (dnešní názvy), od září téhož roku i na trati vystavěné pražskými elektrickými podniky Státní opera – Bulhar – Žižkov – Flora, čímž byl vytvořen okruh, který se spolu s později převzatými soukromými tratěmi stal základem pražské sítě elektrických tramvají. Městskou elektrickou dráhu Královských Vinohrad pak v prosinci 1897 odkoupily Elektrické podniky král. hl. m. Prahy.

## Návrh parní tramvaje
První úvahy o zřízení tramvajové dopravy na území tehdy samostatného města Královské Vinohrady se objevily v roce 1885. Alois Procházka, majitel realit z Nuslí, měl v plánu vystavět parní tramvaj spojující Vinohrady s Prahou. Od ministerstva obchodu obdržel pouze povolení ke stavbě koňky. V roce 1886 opět žádal Procházka spolu s pány Ing. Zelenkou a dr. Jahnem o povolení ke stavbě dráhy. Na popud ministerstva proběhlo místní šetření, informace o dalším vývoji ale nejsou. Další projekt parní tramvaje předložil v roce 1890 vinohradský starosta J. Friedländer, ten ale zamítli pražští radní.

## Elektrická dráha

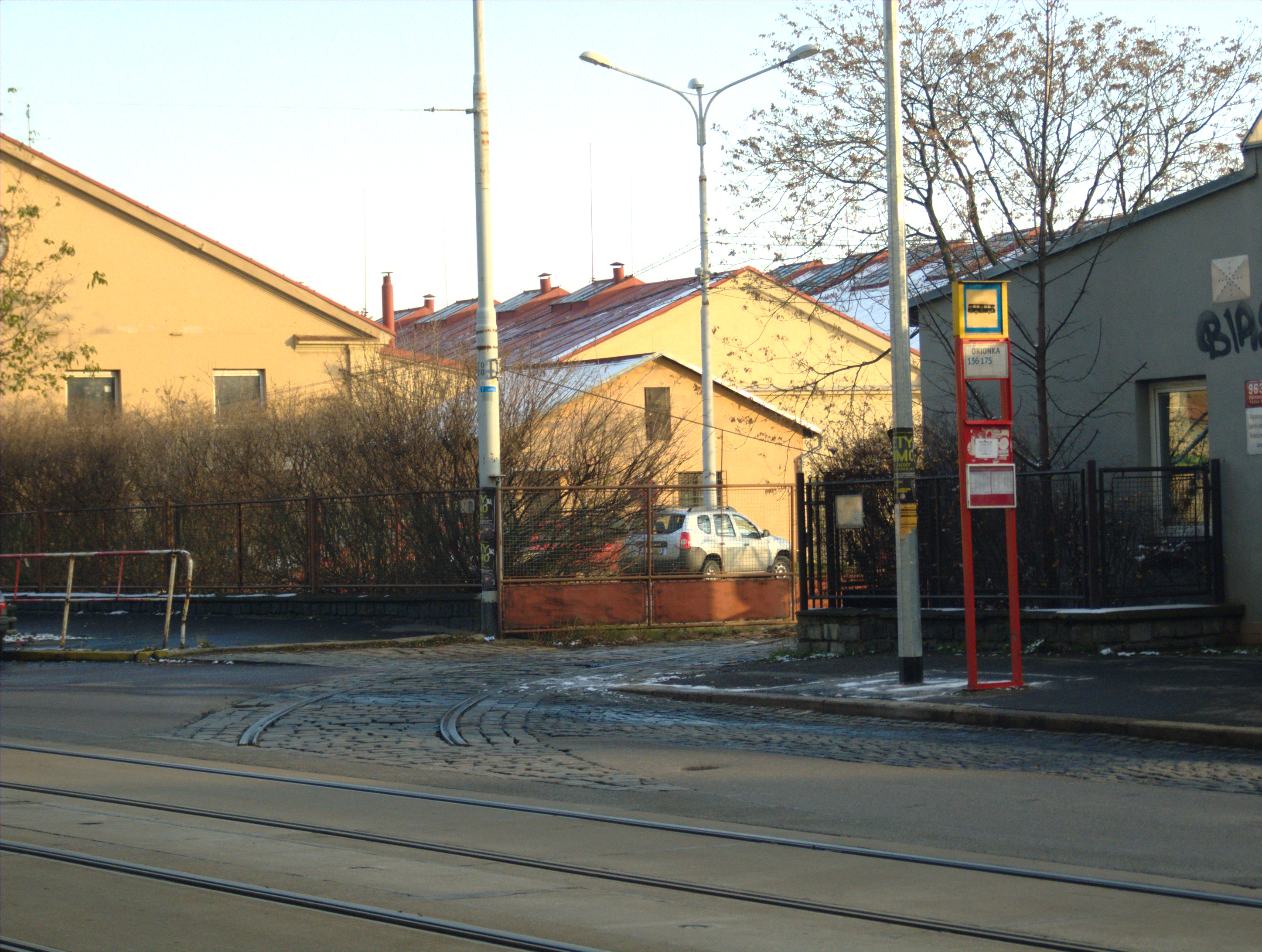
Vinohradská vozovna

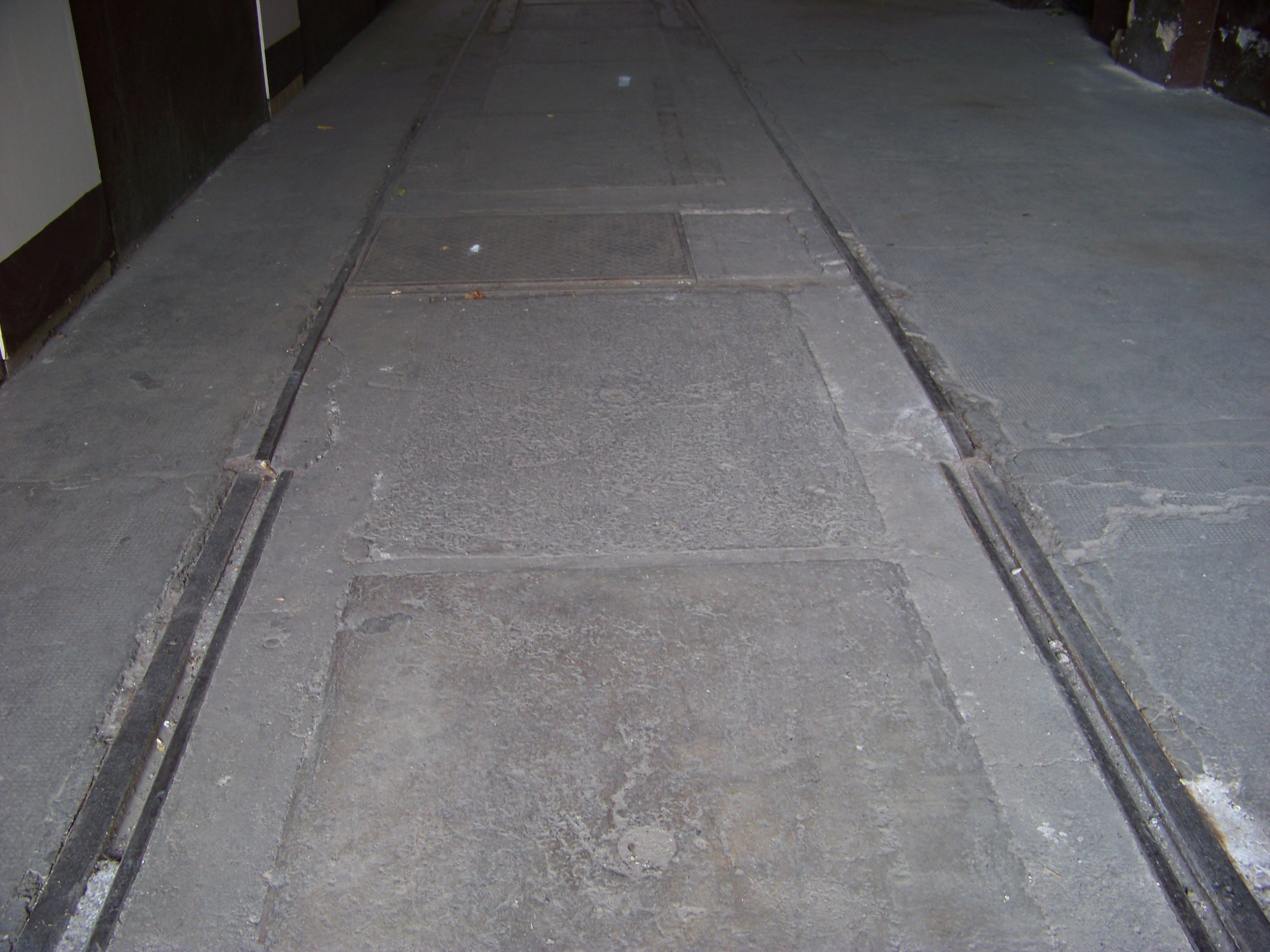
Ve vinohradské vozovně se dochoval úsek původní koleje z roku 1897, navazující na novější kolej se žlábkovými kolejnicemi

Město Královské Vinohrady se v roce 1894 začalo zabývat stavbou vlastní tramvajové dráhy. Společně s Žižkovem se obrátilo na elektrotechnika Františka Křižíka, který vypracoval projekt okružní tratě spojující tato dvě města s Prahou v trase Flora – Korunní – nám. Míru – Anglická – Škrétova – Hlavní nádraží – Bulhar – Seifertova – Táboritská – Jičínská – Flora (dnešní názvy). Proti tomu se však ohradili zástupci Prahy, kteří plánovali tramvajové tratě vedoucí stejnými ulicemi a kterým také vadilo, že by dráhu provozoval soukromník. Křižík se uvolil přenechat svoji předběžnou koncesi Královským Vinohradům a po rozhodnutí ministerstva železnic z května 1896 začali pražští představitelé jednat s oběma městy. Dohoda byla sjednána a potvrzena protokolem ze 6. srpna 1896. Královské Vinohrady si měly samy postavit část tratě a po dokončení a zprovoznění ji za výrobní cenu prodat Praze. Zároveň stavbou pověřily Františka Křižíka, který měl elektrotechnický závod a který v té době provozoval dráhu na Letné a dráhu mezi Prahou, Libní a Vysočanami.
Vinohradská část okružní tratě (Flora – nám. Míru – Státní opera) byla dokončena v červnu 1897, pravidelný provoz byla zahájen 25. června téhož roku. Stavební délka činila 3,135 km, provozní délka byla přibližně o 300 m kratší. Královské Vinohrady totiž postavily trať až před nynější hlavní nádraží, jejich linka ale vedla pouze před tehdejší Německé divadlo (Státní opera). Zbylý úsek měl být zprovozněn až při uvedení do provozu severní poloviny okruhu, který stavěly pražské Elektrické podniky. Celá trať byla dvoukolejná s kolejovými spojkami, které se nacházely v konečných zastávkách. Elektřinu dodávala vinohradská elektrárna (parní stroj pohánějící dvě dynama), jako záloha sloužila akumulátorová baterie. Vozovna se nacházela na Korunní třídě poblíž Flory. Měla pět kolejí a v areálu se nacházela také administrativní budova pro vedení podniku.
Vozový park tvořilo pět motorových tramvajových vozů a dva vozy vlečné. Všechny tramvaje vyrobila smíchovská vagónka Ringhoffer. Motorové vozy byly dvoupodvozkové, čtyřnápravové, mnohem větší než tramvaje na dráze do Košíř nebo do Libně a Vysočan. Vlečné vozy byly zcela stejné konstrukce, kvůli velké váze ale nebyly zpočátku provozovány a nainstalováním elektrické výzbroje byly rekonstruovány na motorové.
Druhou polovinu okružní tratě přes Žižkov zprovoznily Elektrické podniky král. hl. m. Prahy 18. září 1897 (jejich první trať). Od té doby jezdily pražské i vinohradské vozy po celém okruhu a každému dopravnímu podniku náležely výnosy z vlastních vozů. Tato neobvyklá situace byla ukončena 15. prosince 1897, kdy Královské Vinohrady odprodaly svou městskou elektrickou dráhu pražským Elektrickým podnikům za 365 578,18 zlatých. Smlouva o prodeji ale byla podepsána až v roce 1907, koncesi ministerstvo železnic převedlo na Prahu dokonce až v roce 1908.